# Red Swan
"Red Swan" é uma canção do músico japonês Yoshiki apresentando Hyde. Composta por Yoshiki com os vocais de Hyde, é o tema de abertura dos primeiros 12 episódios da terceira temporada da série de anime Attack on Titan. A edição da música encurtada foi publicada em plataformas digitais em 23 de julho de 2018, enquanto a versão completa do single foi lançada em 3 de outubro de 2018.

## Visão geral e lançamento
Em 8 de julho de 2018, foi revelado no Anime Expo em Los Angeles que o X Japan se reuniu com Hyde para compor a música tema da terceira temporada do anime Attack on Titan. "Red Swan" foi originalmente anunciada como uma música do X Japan que contaria apenas com Yoshiki e Sugizo, apresentando Hyde do L'Arc~en~Ciel nos vocais. No entanto, no final daquele mês, foi anunciado que a música agora estava creditada apenas a Yoshiki e Hyde.
"Red Swan" foi inspirado em parte no single de 1994 do X Japan, "Rusty Nail". A capa da edição regular foi criada com elementos da capa de "Rusty Nail", ou seja, o sangue escorrendo da boca de uma mulher. Em 15 de setembro, Yoshiki revelou que "Red Swan" foi concluído alguns dias antes em Los Angeles. Dois dias depois, Yoshiki e Hyde cantaram a música ao vivo no Music Station.
A edição encurtada da canção foi publicada em plataformas digitais em 23 de julho de 2018, enquanto a canção completa foi lançada digitalmente e em CD, em duas versões diferentes, em 3 de outubro de 2018.
Em 2019, Yoshiki apresentou a canção no TV Asahi Dream Festival com Kiyoharu nos vocais.

## Recepção
O single alcançou o topo das paradas de rock do iTunes no Japão, Finlândia, Grécia, Chile, Argentina, Colômbia, México, Peru, Brasil e Hong Kong, tornando-se a música de anime de melhor perfomance na história da parada de rock do iTunes. "Red Swan" também alcançou a sexta posição na parada dos EUA e oitava na parada do Reino Unido. Além disso, alcançou o top dez nas paradas do iTunes em 16 países. Na Oricon, estreou em quarto lugar no Oricon Singles Chart e em terceiro lugar no Oricon Digital Singles Chart.

## Faixas
Todas as faixas escritas e compostas por Yoshiki. 
| N.º            | Título                    | Duração |  |
| 1.             | "Red Swan"                | 4:23    |  |
| 2.             | "Red Swan" (Instrumental) | 4:20    |  |
| Duração total: | Duração total:            | 8:43    |  |

| N.º            | Título                    | Duração |  |
| 1.             | "Red Swan"                | 4:23    |  |
| 2.             | "Red Swan" (Instrumental) | 4:20    |  |
| 3.             | "Red Swan" (TV Edit)      | 1:30    |  |
| Duração total: | Duração total:            | 10:13   |  |

## Ficha técnica
| - Yoshiki – piano, bateria, guitarra, baixo, sintetizador, produção, orquestração - Hyde – vocais Músicos convidados - Sugizo – guitarra - Pata – guitarra - Heath – baixo | Produção - Mark Needham – mixação - Stephen Marcussen – masterização - Shelly Berg – orquestração - Daniel Sternbaum – engenheiro de gravação - Ryan Boesch – engenheiro de gravação - Yuji Sugiyama – engenheiro de gravação - Toshi Minesaki – engenheiro de gravação - Hisayuki Watanabe – engenheiro de gravação - Steve Churchyard – gravação de orquestra - Brian Fedirko – programação |

## Vendas
| Região                                                                                             | Certificação | Vendas |
| -------------------------------------------------------------------------------------------------- | ------------ | ------ |
| Japão (RIAJ)                                                                                       |              | 27,954 |
| *números de vendas baseados somente na certificação ^distribuições baseadas apenas na certificação |              |        |